# Wülzburg

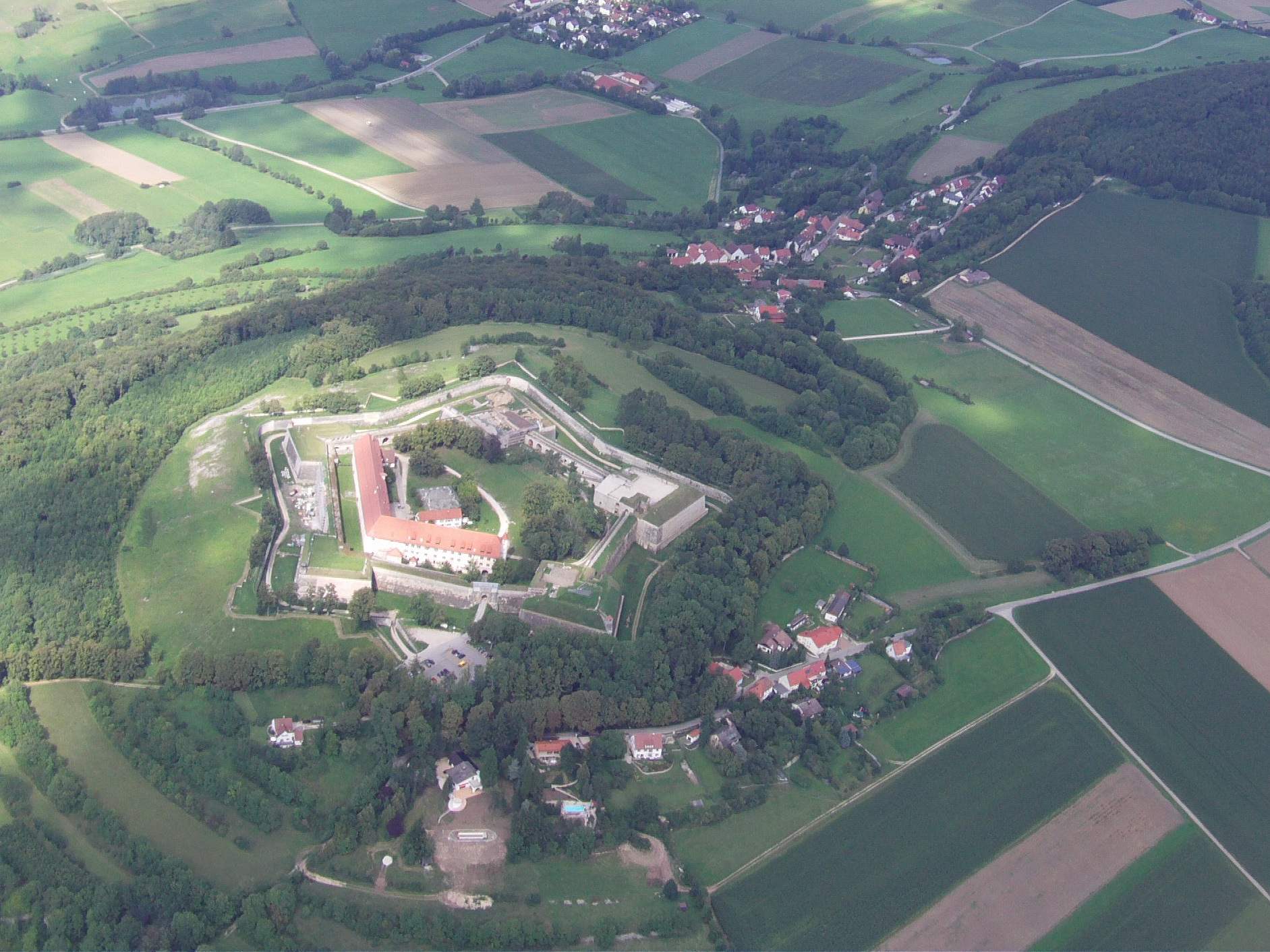
La Fortaleza

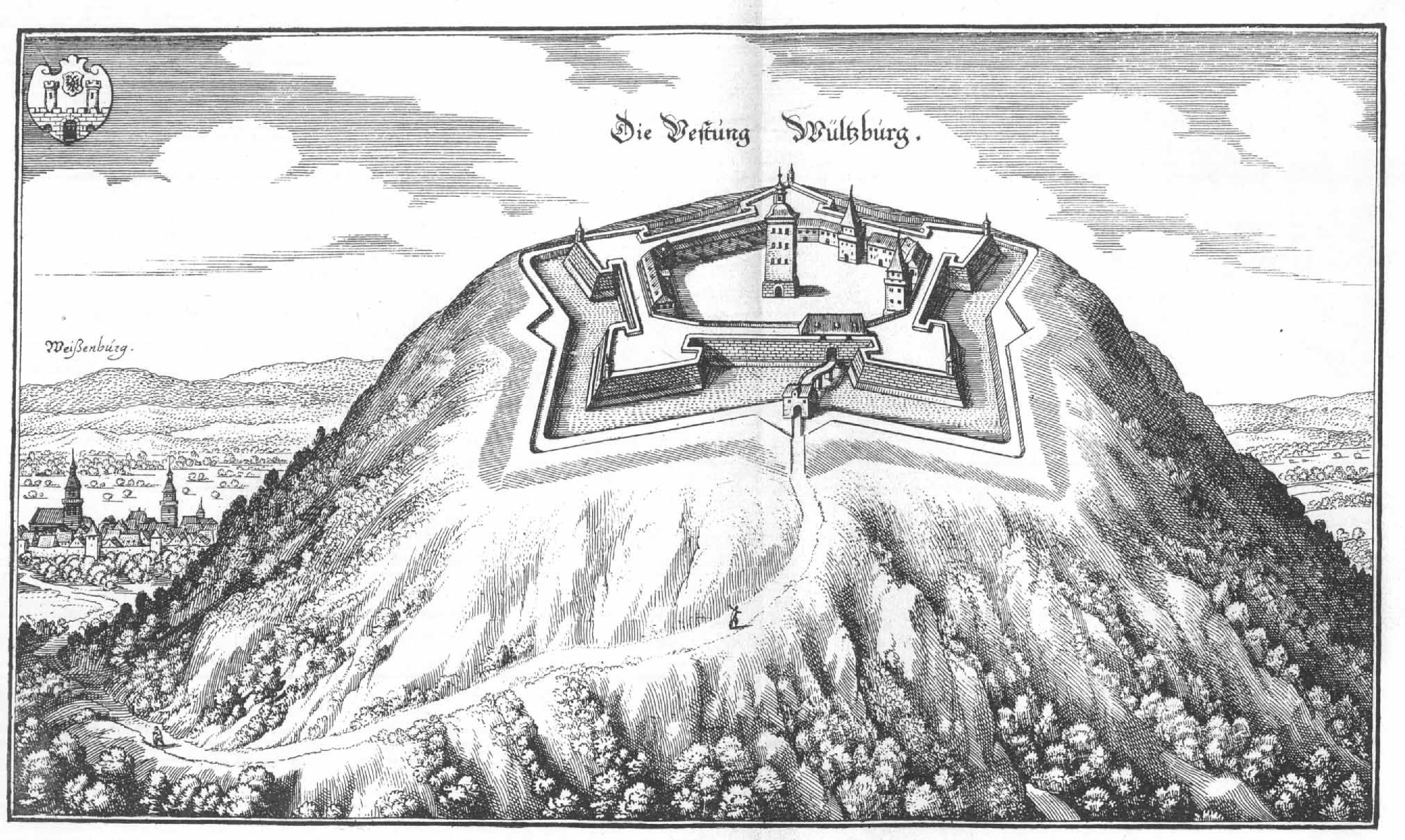
La fortaleza en 1656

Wülzburg es una fortaleza histórica del Renacimiento en Alemania. Se encuentra a unos 2 km al este del centro de Weißenburg in Bayern. Se sitúa en una colina de 200 metros sobre Weißenburg, en una elevación de 630,50 m, y originalmente era un monasterio Benedictino fechado en el siglo XI.
Es una de las fortalezas renacentistas mejor conservadas en Alemania. Hoy es un Ortsteil (barrio de la ciudad de Weißenburg). Fue convertida en una fortaleza entre 1688 y 1605 por el Margrave Jorge Federico de Brandeburgo-Ansbach.
En el siglo XIX albergaba una guarnición del Ejército bávaro. Durante la Primera Guerra Mundial, Charles de Gaulle fue encarcelado en Wülzburg. Los nazis también lo usaron como campo de prisioneros durante la II Guerra Mundial; fue aquí donde el compositor checo Erwin Schulhoff fue retenido un año antes de morir de TB. Después de la guerra fue un campo de refugiados.